# CPL Resources Plc.
CPL Resources Plc. is een beursgenoteerd bedrijf met hoofdzetel in Dublin, opgericht en geleid door de Ierse zakenvrouw Anne Heraty onder de naam Computer Placement Ltd. De groep bestaat uit 12 bedrijven en heeft in totaal 21 kantoren: 12 in Ierland, 2 in Noord-Ierland en 7 in de rest van Europa.
Door het succes van het bedrijf dat opgericht en geleid wordt door een vrouw is Anne Heraty een landelijk bekend persoon geworden.

## Omschrijving organisatie
De CPL-groep bestaat uit een aantal bedrijven die verschillende diensten verlenen gericht op personeel. Diensten kunnen zich beperken tot alleen 'resourcing' waarbij CPL voor haar opdrachtgever zoekt naar geschikte kandidaten voor bepaalde functies, en vervolgens voor de opdrachtgever het sollicitatie- en selectieproces leidt en daarnaast in- of outsourcing: hierbij treden mensen formeel in dienst bij CPL maar werken exclusief voor een bepaalde opdrachtgever. Hierbij gaat CPL verder dan het drijven van een 'uitzendbureau': het neemt het dagelijkse beheer van complete afdelingen over en bepaalt (grotendeels) zelf wie ze inhuren, hoe een bepaalde afdeling geleid wordt enzovoorts.
In 2010 bestond CPL uit 12 bedrijven die zich richtten op bepaalde markten of landen/regio's:
- CPL: IT, bouw, sales/marketing, call-centres (bestaat uit een aantal bedrijven: CPL Resourcing, CPL Solutions, CPL Engineering etc)
- AOB - Anne O'Brien - secretrieel werk
- Careers Register - administratief en financieel (banken, accountants enz.)
- Tech Skills - bouw en technische installaties
- ThornShaw - farmacie en wetenschap
- Flexsource - bouw, productie, horeca, logistiek en verkoop
- Broad Reach - resourcing/manhunter voor managementfuncties
- CPL Eastlink - bouw, productie en financiële banen
- Nurse Finders - medische beroepen
- Key6 - (nu CPL Jobs) resourcing hoger personeel (Tsjechië en Slowakije)

## Geschiedenis
In 1989 richtte Anne Heraty samen met Keith O'Melly Computer Placement Ltd. op, een bedrijf dat personeel levert voor de IT sector. In 1992 kocht Heraty de andere aandeelhouders uit en had ze 100% van de aandelen in handen.
In 1994 begon Computer Placement Ltd. zich te herorganiseren en gebruikte vanaf toen vooral de afkorting CPL. Deze herstructurering werd in de volgende jaren doorgezet en in 1996 werden de bedrijven CPL Engineering (bouw/constructie) en CPL Solutions (IT/callcentres) opgericht.
In 1996 voegde Heraty's echtgenoot zich bij de groep. Paul Carrol was in 2010 directeur 'Business Development'.
In 1997 werd een tweede vestiging geopend in het Ierse Limerick.
In 1998 werden nieuwe divisies gevormd binnen 'Computer Placement Ltd': CPL Telecoms, CPL Sales en CPL Financial.
In 1999 werd het bedrijf CPL Resources Plc gevormd en werden de aandelen verhandeld op DCM van de Ierse beurs en de AIM (Alternative Investment Market) van de Londense beurs. Tevens ging het bedrijf 'internationaal' door de opening van een kantoor in Noord-Ierland.
Aan het begin van de 21e eeuw nam CPL een aantal bedrijven over: Careers Register, Tech Skills, Multiflex e.a.
CPL maakte op haar thuismarkt een grote groei door: veel multinationals vestigden zich in Ierland voor hun Europese hoofdkantoren en ook voor meertalige service-afdelingen. Door de snelle groei van de Ierse economie werd het land bekend onder de naam "de Keltische Tijger" (naar analogie van de Aziatische Tijgers): dit betreft de periode tussen 1990 en 2001 (instorting van de internet-bubbel).
Na een korte dip bij het instorten van de internet-zeepbel herstelde de Ierse economie zich vrij snel en ook CPL bleef gestaag groeien.
Door de wereldwijde en ook Ierland rakende kredietcrisis kreeg CPL het in 2008 behoorlijk zwaar: als bedrijven bezuinigen gaat over het algemeen eerst het externe personeel eruit en daarnaast trekken ook veel bedrijven zich helemaal terug uit Ierland. De winst van CPL over het boekjaar 2008-2009 daalde daardoor met 99% (zie onder).

## Overnames
Sinds de oprichting, en vooral in de jaren na de beursgang, heeft CPL diverse bedrijven overgenomen:
| Bedrijf                                                                                        | Jaartal | Marktgebied                                                                 | Land                           |
| ---------------------------------------------------------------------------------------------- | ------- | --------------------------------------------------------------------------- | ------------------------------ |
| Careers Register                                                                               | 2000    | Financieel                                                                  | Ierland                        |
| Multiflex Human Resources                                                                      | 2002    | Administratief & Financieel                                                 | Ierland                        |
| Tech Skills Resources                                                                          | 2002    | Bouw / constructie                                                          | Ierland                        |
| Ann O'Brien                                                                                    | 2002    | Administratief                                                              | Ierland                        |
| Marlborough Group Ltd divisie tijdelijke contracten                                            | 2002    | divers                                                                      | Ierland                        |
| Thomshaw Recruitment                                                                           | 2004    | Gezondheidszorg                                                             | Ierland                        |
| Nurse Finder                                                                                   | 2006    | Gezondheiszorg                                                              | Verenigd Koninkrijk            |
| Eastlink Recuitment                                                                            | 2006    | Productie, Administratief IT, Algemeen auto-industrie, Banken/Verzekeringen | Ierland internationaal gericht |
| Key6 Business Solutions                                                                        | 2007    | IT/Consultancy/management                                                   | Tsjechië en Slowakije          |
| Northside Recruitment Service Kate Cowhig International Recruitment Richmond Recruitment Group | 2007    | algemeen                                                                    | Ierland                        |
| Techstaff International                                                                        | 2009    | Techniek                                                                    | Verenigd Koninkrijk            |
| Nifast                                                                                         | 2009    | Gezondheiszorg                                                              | Ierland                        |
| Ecom Intercations                                                                              | 2009    | Financieel customer care                                                    | Ierland                        |
| Kenny Whelan & Associates                                                                      | 2009    | Bouw/constructie consultants                                                | Ierland                        |
| ServiSource                                                                                    | 2010    | Gezondheidszorg                                                             | Ierland                        |

## Klanten
CPL heeft, via de diverse dochterbedrijven, veel klanten in Ierland, het Verenigd Koninkrijk en Tsjechië. Een van de belangrijkste klanten van CPL Solutions Ltd. is HP in Ierland. Verdeeld over twee vestigingen Leixlip en Clonskeagh in Dublin zijn er ongeveer 700 mensen werkzaam voor HP

### Jaarcijfers
Het beursgenoteerde CPL Resources Plc. heeft een gebroken boekjaar (zoals bijna alle Ierse bedrijven) dat loopt van 1 juli tot en met 30 juni van het volgende jaar. Over de laatste jaren heeft CPL de volgende cijfers gepubliceerd. Ter vergelijking zijn ook de cijfers van 2000 gepubliceerd: het eerste jaar dat de aandelen op de markt verhandeld werden, met een procentuele vergelijking ten opzichte van het laatste jaar dat het bedrijf niet beursgenoteerd was.
Zoals te zien is waren de jaren voor 2008 zeer voorspoedig: CPL profiteerde van de aanwezigheid en groei van vele internationale bedrijven die in Ierland vele op Europa gerichte activiteiten ontplooiden, met name zaken als support, regionale product-ontwikkeling en high-tech productie (zoals farmacie). Maar het boekjaar 2008-2009 was dramatisch: de winst daalde met 99% en CPL moest sterk in de kosten snijden om winstgevend te blijven.

### Verlies en winstrekening
Het beursgenoteerde CPL Resources Plc. heeft een boekjaar dat loopt van 1 juli tot en met 30 juni het volgende jaar.
| Onderwerp                   | 2008-2009 | Ten opzichte van 2007-2008 | 2007-2008 | Ten opzichte van 2006-2007 | 2006-2007 | Ten opzichte van 2005-2006 | 2005-2006 | Ten opzichte van 2000 gem.per jaar | Boekjaar 2000 | % ten opzichte van 1999 |
| Omzet in € mln              | 212,4     | −45,2                      | 257,6     | 62,1                       | 195,5     | 47,4                       | 148,1     | 20,4                               | 26,0          | 25%                     |
| Bruto winst in € mln        | 35,0      | −17,5                      | 52,5      | 9,5                        | 43,0      | 14,8                       | 28,2      | 2,7                                | 11,9          | 58%                     |
| Operationele winst in € mln | 0,143     | −19,6                      | 19,8      | 1,3                        | 18,5      | 8,2                        | 10,3      | 0,97                               | 4,5           | 45%                     |
| Netto winst in € mln        | 0,681     | −17,3                      | 18,0      | 1,2                        | 16,8      | 7,5                        | 9,3       | 1,05                               | 3,0           | 48%                     |
| Winst per aandeel in €cent  | 1,7       | −46,5                      | 48,3      | 3,3                        | 45,0      | 20,1                       | 24,9      | 2,6                                | 9,3           | 29%                     |

## Bestuur
De directie en het bestuur van CPL is per einde 2009 als volgt samengesteld:
| Naam             | functie                      | in dienst sinds | # aandelen CPL per 30-06-2009 | = % aantal uitgegeven aandelen |
| ---------------- | ---------------------------- | --------------- | ----------------------------- | ------------------------------ |
| Anne Heraty      | CEO                          | 1989            | 12.907.764                    | 34,7 %                         |
| John Hennesy     | non-exec voorzitter bestuur  | 1989            | 125.000                       | 0,33%                          |
| Paul Caroll      | Business-Development         | 1996            | 2.234.061                     | 6,0 %                          |
| Brefni Byrne     | non-exec lid belonings groep | 1999            | 10.000                        | 0,03%                          |
| Garnet Roche     | directeur Multiflex          | 1995            | 63.192                        | 0,17%                          |
| Josephine Tienny | CFO                          | 2001            | 40.000                        | 0,12%                          |
| Oliver Tatton    | non-exec                     | 2007            | 0                             | 0                              |

De percentages genoemd in de laatste kolom in bovenstaande tabel gaan uit van het aantal uitstaande aandelen per begin juni 2010, te weten: 37,199,825.
Uit deze gegevens blijkt ook dat Anne Heraty en haar echtgenoot Paul Carrol samen meer dan 40% van alle aandelen CPL bezitten. Afgaande op een aandelenprijs van € 2,40 komt dit neer op een waarde van ruim € 36 miljoen. En als de laagste prijs van het afgelopen jaar als uitgangspunt wordt gebruikt (zomer 2009, waarde rond € 1,45) is de gecombineerde waarde van hun aandelen nog bijna € 22 miljoen.